# Ivica Francišković
Ivica Francišković (Szabadka, 1978. szeptember 28. –) szerb labdarúgó, jelenleg az FK Grbalj játékosa.

## Sikerei, díjai
- ZTE:
  - Magyar bajnoki bronzérmes: 2006

## Külső hivatkozások
- Player History.com játékosprofil
- Hlsz.hu játéksprofil